# Ballydesmond
Ballydesmond (iriska: Baile Deasumhan) är en ort i republiken Irland.   Den ligger i grevskapet County Cork och provinsen Munster, i den sydvästra delen av landet, 240 km sydväst om huvudstaden Dublin. Ballydesmond ligger 213 meter över havet och antalet invånare är 206.
Terrängen runt Ballydesmond är huvudsakligen platt, men åt nordväst är den kuperad. Terrängen runt Ballydesmond sluttar söderut. Runt Ballydesmond är det ganska glesbefolkat, med 21 invånare per kvadratkilometer. Närmaste större samhälle är Castleisland, 16,8 km väster om Ballydesmond. Trakten runt Ballydesmond består i huvudsak av gräsmarker.